# 寧波大学
寧波大学（ピンイン: Níngbō Dàxué、英名:Ningbo University）は、浙江省寧波市江北区に所在する中華人民共和国の公立大学。寧波大学は改革開放の中で飛躍的に発展してきた新しい地方総合大学であり、教育部、国家海洋局、浙江省と寧波市により共同で運営され、管理されている。

## 概観
寧波大学は経済、法律、教育、人文、歴史、理学、工学、農業、医学、管理、芸術など十一大学問分野の学科を有している。全日制の学部生は26,527名、大学院生は5,000名余り、外国人留学生は1000名余り、成人教育（生涯教育）を受けている学生は19,000余名ある。22個学院を設置している。博士号の学位授与権を持っている研究科は5つ、（1級学科）博士学位は2つがあり、修士学位授与権を持っている研究科（1級学科）は19、修士学位授与権を持っている専攻（2級学科）は137、専門職修士学位コースは14、そのほか、現職大学教師の在職のまま取る修士学位授与権も持っている。学部の専攻は71ある。「国家重点実験室育成基地」、「教育部重点実験室」、「教育部プロジェクト技術センター」、「国家スポーツ総局社会科学重点研究基地」など、いくつかの高い水準の科学研究および革新のプラットフォームを設立している。

### 略歴
1986年に世界船王の包玉剛の寄付金で創立した。鄧小平が大学名を書いた。学校創立された初期、浙江大学、復旦大学、中国科学技術大学、北京大学、杭州大学の5大学から一対一の援助を受け、学校の設立・運営は高水準からスタートされた。1996年、寧波師範学院と浙江水産学院寧波分校を合併して、新しい寧波大学が創立された。1992年に全国大学の第1陣学生募集の大学となった。学校を創立する過程においても、発展する過程においても、数多くの国内外の「寧波幇」のメンバーから多大な援助及び広範な支持を受けてきた。

## 国際交流
寧波大学国際交流学院は寧波大学の対外交流の窓口であると同時に、対外教育及び管理活動を行う機関である。本学院は寧波大学と外国との教育協力事業に携わる以外に、留学生の募集や教学や管理などをも担当している。現在までに、本学院では中国語の学習、文化旅行や研究活動などの目的で来中した留学生や訪問学者を千人近く受け入れている。

## 公式サイト
- （日本語） Official website
- （中国語） Official Website
- （英語） Official website